# 尾上高校前駅
尾上高校前駅（おのえこうこうまええき）は、青森県平川市にある弘南鉄道弘南線の駅である。駅番号はKK 09。
青森県立尾上総合高等学校の開校に併せて設置され、同校の開校日に開業した。

## 歴史
- 1999年（平成11年）4月1日：開業。

## 駅構造
単式ホーム1面1線を持つ地上駅。無人駅である。

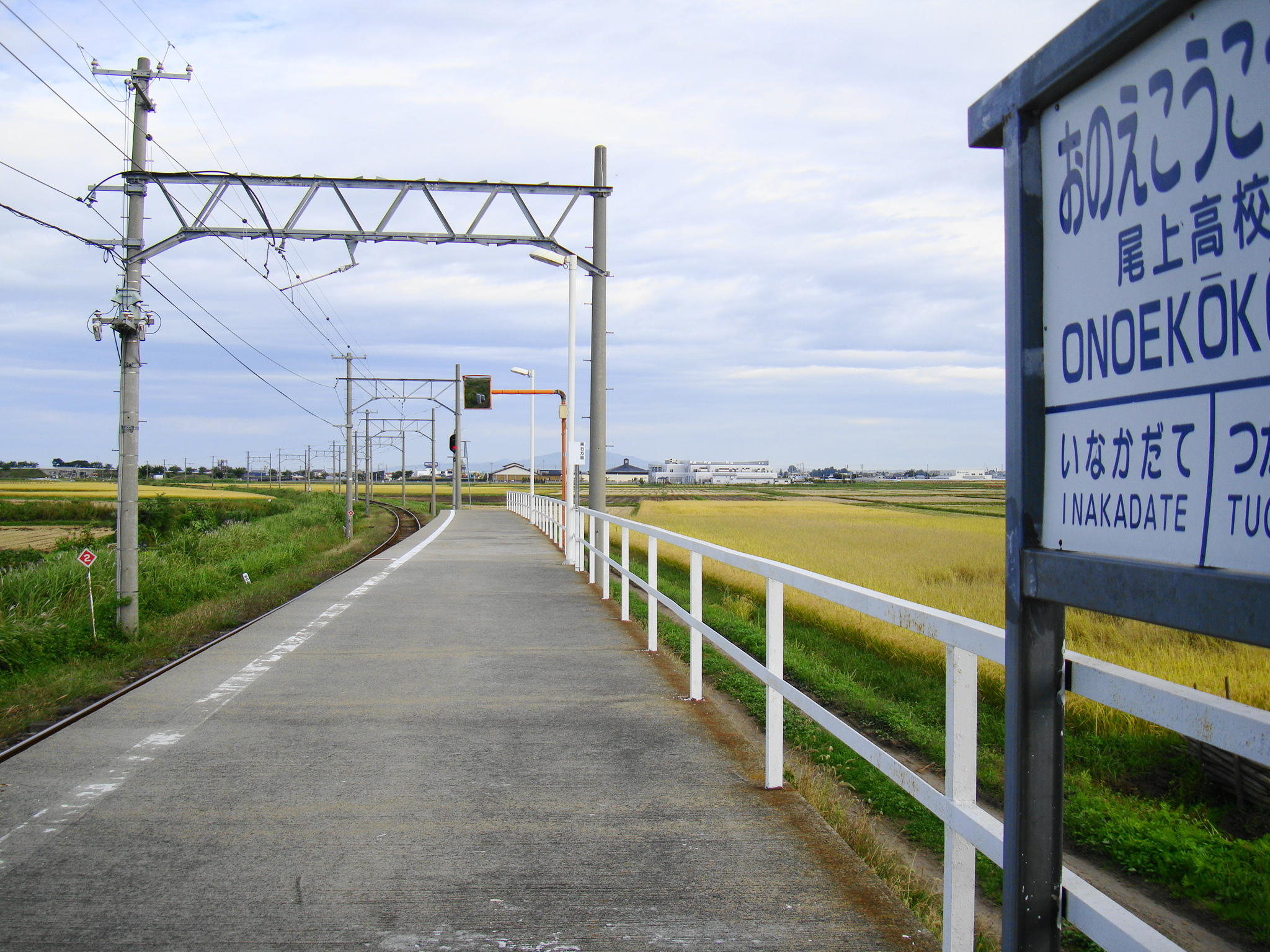
ホーム
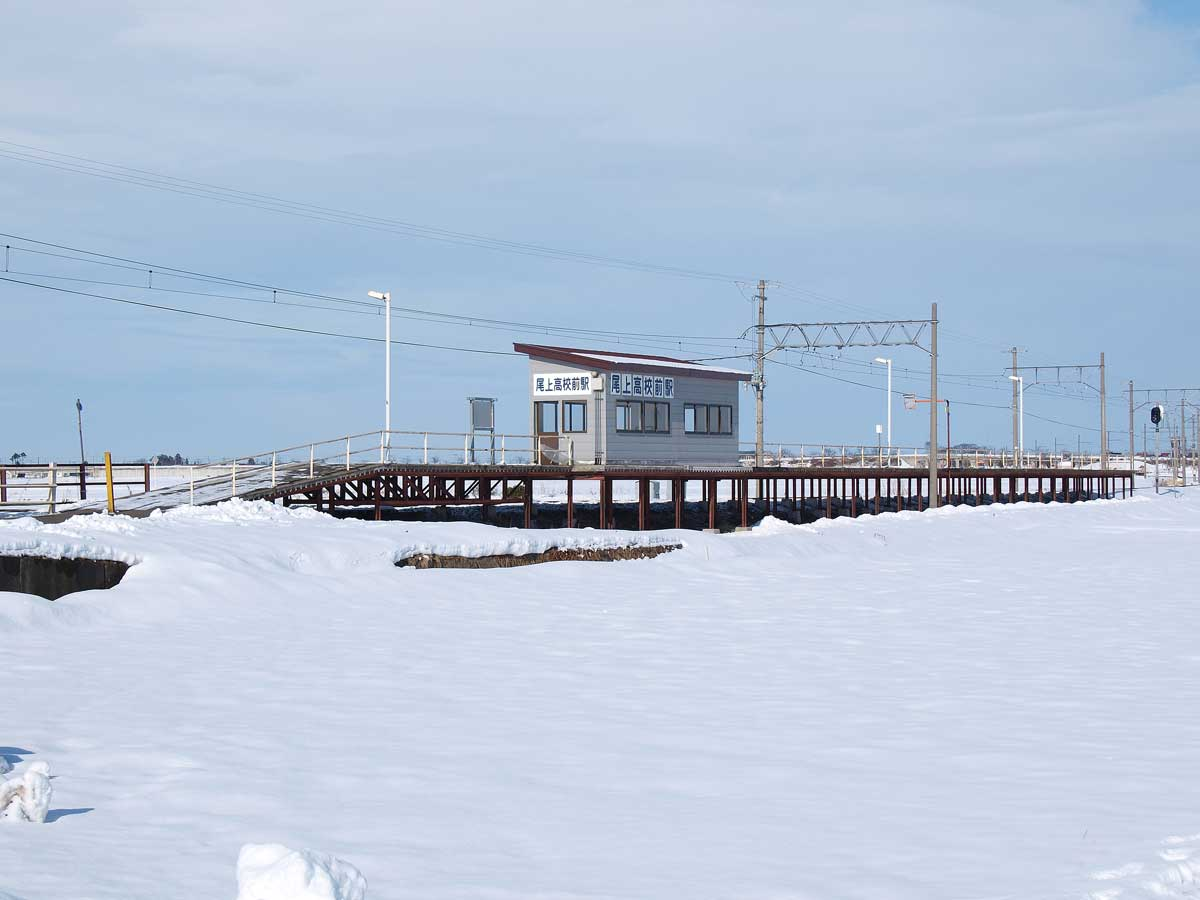
ホームと周辺を駅付近から（雪景色）

## 利用状況
| 1日乗降人員推移 | 1日乗降人員推移 |
| 年度            | 1日平均人数     |
| --------------- | --------------- |
| 2011年          | 150             |
| 2012年          | 103             |
| 2013年          | 87              |
| 2014年          | 113             |
| 2015年          | 150             |
| 2016年          | 158             |
| 2017年          | 169             |

## 駅周辺
- 青森県立尾上総合高等学校
- さとちょう 尾上店

## 隣の駅
弘南鉄道
■弘南線
津軽尾上駅（KK 08） - 尾上高校前駅（KK 09） - *田んぼアート駅（KK 10） - 田舎館駅（KK 11）
*:田んぼアート駅は、一部列車が通年で通過する。また、冬季間は全列車が同駅を通過する。